# ماتي روجرز
ماتي روجرز (مواليد 23 أغسطس 1995) هي رباعة أمريكية، حصلت على 4 ميداليات فضية في بطولة العالم. ومثلت الولايات المتحدة في الألعاب الأولمبية الصيفية 2020 في فئة وزن 87 كجم.

## روابط خارجية
- ماتي روجرز على موقع الاتحاد الدولي (الإنجليزية)
- ماتي روجرز على موقع IAT Database Weightlifting (الألمانية)
- ماتي روجرز على موقع أوليمبيديا (الإنجليزية)